# روبرتو غوميز بولانوس
روبرتو غوميز بولانوس (الأسبانية:Roberto Gómez Bolaños) ، المعروف أيضًا باسم تشيسبيريتو (الأسبانية:Chespirito) وكان فاعل، والكوميدي والكاتب المسرحي وكاتب السيناريو والملحن والمخرج والمنتج المكسيكي التلفزيون، مبدع وفنان الأداء إل شافو ديل أوتشو ووالجندب الأحمر، من بين الشخصيات الأخرى.

## سيرة
ولد في 21 فبراير 1929 في مدينة مكسيكو.بين عامي 1960 و 1965، وكتب سيناريوهات لالبرنامجين بأعلى تصنيف ائتماني على التلفزيون المكسيكي: الكوميديين والأغاني وكذلك دراسة بيدرو فارغاس، من القناة المكسيكية الحالية القناة.في عام 1968، بدأت البث التلفزيون المستقلة في المكسيك وكان يسمى غوميز بولانوس ككاتب مع عرض للاستخدام في سوف تهمة الأسبوعي لمدة نصف ساعة. وهكذا ولدوا العباقرة سوبر لطاولة مربعة ومهنة التمثيل.في عام 1970، أنها مددت ساعات عملهم في الوقت المحدد وبرنامج منفصل. وكان يطلق عليه «ليتل شكسبير» ولدت شخصية لجندب الأحمر. وبعد ذلك بعام، ظهرت شافو. كل من الرجال يعملون جيدا أن البرنامج ينقسم إلى قسمين، تكريس نصف ساعة لكل منهما.على الرغم من النصوص المتكررة، وأصبحت هذه البرامج نجاحات في جميع أنحاء أمريكا اللاتينية والولايات المتحدة واسبانيا وحتى آسيا، إلى مناطق مثل العالم العربي وكوريا واليابان وإلى حد كبير بفضل تعاطف مربع الجهات الفاعلة في برامجها، الذي بني في أوقات مختلفة من قبل كارلوس فيلاغران، رامون فالديس، فلوريندا ميزا، روبن أغيري، إدغار فيفار، ماريا دي لوس انجليس فرنانديز، راؤول باديلا، هوراسيو غوميز بولانوس وماريا أنتونييتا دي لاس نيفيس، الذين وجدوا أيضا الشهرة الدولية.في عام 1980، تم لم شمل رسوماته في ساعة واحدة في الأسبوع في برنامج يسمى تحت اسم مستعار لها، وبقي على الهواء حتى عام 1995.في السنوات التالية تلقى غوميز بولانوس الكثير من الإشادات في جميع أنحاء أمريكا اللاتينية.توفي في كانكون، المكسيك في 28 نوفمبر 2014.

## أعماله

### في السينما
- كل واحد معركته

## روابط خارجية
- روبرتو غوميز بولانوس على موقع IMDb (الإنجليزية)
- روبرتو غوميز بولانوس على موقع الموسوعة البريطانية (الإنجليزية)
- روبرتو غوميز بولانوس على موقع ألو سيني (الفرنسية)
- روبرتو غوميز بولانوس على موقع ميوزك برينز (الإنجليزية)
- روبرتو غوميز بولانوس على موقع ميوزك برينز (الإنجليزية)
- روبرتو غوميز بولانوس على موقع أول موفي (الإنجليزية)
- روبرتو غوميز بولانوس على موقع ديسكوغز (الإنجليزية)
- روبرتو غوميز بولانوس على موقع قاعدة بيانات الفيلم (الإنجليزية)
- روبرتو غوميز بولانوس على موقع كينوبويسك (الروسية)